# Musikåret 1928

## Händelser
- 13 januari – Konserthuset i Göteborg, en byggnad helt i trä från 1904, brinner ned.[1]
- 23 februari – Operaoratoriet Oedipus Rex av Igor Stravinskij uruppförs på Wiener Staatsoper.
- Mars – Tyska skivmärket Odeon upphör med akustiska inspelningar.[2]
- Juni – I Sverige genomför Telegrafverket och Radiotjänst en lyssnarenkät. Varje licensinnehavare får ett frågeformulär och 155.000 svar kommer in (42,6 %). Av 20 programpunkter är modern dansmusik (jazz) den minst populära, medan lyssnarna vill höra mer folkvisor.
- 31 augusti – Bertolt Brecht och Kurt Weills Tolvskillingsoperan har urpremiär i Berlin[3]. Kurt Weill har skrivit musiken[4].
- 14 september – Carl Nielsens Klarinettkonsert uruppförs vid en privat konsert i Humlebæk med Aage Oxenvad som solist.
- 22 november – Maurice Ravels Boléro uruppförs i Paris.
- 27 november – Igor Stravinskijs balett Le Baiser de la fée har urpremiär i Paris.
- 2 december – Arnold Schönbergs Variationer för orkester, op. 31, uruppförs i Berlin.

### Okänt datum
- Brittiska skivmärket Imperial introduceras i Sverige.[5]
- Nederländska skivmärket Ultraphon grundas.[6]
- Skivmärket Tri-Ergon lanseras i Sverige.[7]

## Årets singlar och hitlåtar
Vänligen sortera soloartister på efternamn, musikgrupper på förstabokstaven (utan engelskans "The" och "A")
- Valdemar Dalquist – Sista man på Skansen[8]
- Adolf Jahr – Där näckrosen blommar[9]
- Ernst Rolf – De' ä' grabben me' chokla' i[10]
- Sven-Olof Sandberg – Vintergatan[11]
- Richard Tauber – Wenn der weisse Flieder wieder blüht[12]

## Födda
- 29 januari – Bengt Hambraeus, svensk tonsättare, musikforskare, radioproducent och organist.
- 26 februari – Fats Domino, amerikansk sångare, pianist och låtskrivare.
- 2 april – Serge Gainsbourg, fransk sångare.
- 3 april
  - Don Gibson, amerikansk countryartist.
  - Kerstin Meyer, svensk operasångare.
- 9 april – Tom Lehrer, amerikansk matematiker och satirisk sångskrivare.
- 14 april – Egil Monn-Iversen, norsk kompositör och filmproducent.
- 4 maj
  - Maynard Ferguson, amerikansk jazztrumpetare.
  - Lars Gullin, svensk jazzmusiker.
- 12 maj – Burt Bacharach, amerikansk kompositör av framförallt populärmusik och filmmusik.
- 31 maj
  - Maj Larsson, svensk sångare, skådespelare och talpedagog.
  - Siv Larsson, svensk sångare och skådespelare.
- 19 augusti – Lasse Lönndahl, svensk sångare
- 20 augusti – Daniel Bell, skotsk-svensk dirigent och tonsättare.
- 22 augusti – Karlheinz Stockhausen, tysk kompositör.
- 6 september – Jevgenij Svetlanov, rysk dirigent, pianist och tonsättare.
- 15 september – Cannonball Adderley, amerikansk jazzsaxofonist (altsax).
- 8 oktober – Per-Olof Johnson, svensk gitarrist och gitarrpedagog.
- 10 november
  - Ennio Morricone, italiensk kompositör, främst av filmmusik, och orkesterledare.
  - Beppe Wolgers, svensk författare, poet, översättare, entertainer.
- 8 december – Cleo Jensen, dansk sångare och skådespelare.
- 11 december – Uno Stjernqvist, svensk operasångare (tenor).
- 25 december – Rolf Björling, svensk operasångare (tenor).
- 30 december – Bo Diddley, amerikansk rockmusiker.

## Avlidna
- 1 mars – Jacob Adolf Hägg, 77, svensk tonsättare, pianist och organist.
- 13 mars – Valborg Aulin, 68, svensk tonsättare, pianist och musiklärare.
- 24 april – Ferdinand Hummel, 72, tysk tonsättare.
- 5 juli – Herman Berens d.y., 65, svensk dirigent och tonsättare.
- 2 augusti – Gustaf Wennerberg, 72, svensk kompositör och organist.
- 12 augusti – Leoš Janáček, 74, tjeckisk tonsättare.

### Fotnoter
1. ↑  Sverige 1900-talet – 1928, NE, Bra Böcker, 2000
2. ↑  ”78:or & film”. Arkiverad från originalet den 22 september 2022. https://web.archive.org/web/20220922145104/http://78-varv.atspace.cc/odeon.htm. Läst 3 juni 2011.
3. ↑  20:e århundrades När Var Hur - 1928, Bernt Himmelstedt, Forum, 1999
4. ↑  100 år med Aftonbladet – 1928, 1999
5. ↑  ”78:or & film”. http://78-varv.atspace.cc/imperial.htm. Läst 3 juni 2011.
6. ↑  ”78:or & film”. http://78-varv.atspace.cc/ultra.htm. Läst 3 juni 2011.
7. ↑  ”78:or & film”. http://78-varv.atspace.cc/triergon.htm. Läst 3 juni 2011.
8. ↑  ”Svensk mediedatabas”. http://smdb.kb.se/catalog/id/000076783. Läst 22 mars 2011.
9. ↑  ”Svensk mediedatabas”. http://smdb.kb.se/catalog/id/000092180. Läst 22 mars 2011.
10. ↑  ”Svensk mediedatabas”. http://smdb.kb.se/catalog/id/000100910. Läst 22 mars 2011.
11. ↑  ”Svensk mediedatabas”. http://smdb.kb.se/catalog/id/000091408. Läst 22 mars 2011.
12. ↑  ”Låtar du trodde var svenska”. Arkiverad från originalet den 26 oktober 2013. https://web.archive.org/web/20131026075436/http://gotiskaklubben.wordpress.com/2013/09/22/latar-du-trodde-var-svenska/. Läst 22 mars 2011.